# Герб Палестини
Герб Держави Палестина — один з державних символів Палестинської держави. Уперше герб Держави Палестина з'явився в 1988.

## Опис
Герб Палестини є зображенням срібного «орла Саладина» з чорними крилами, хвостом і верхньою частиною голови, що дивиться вправо, і має на грудях гострий щиток, який повторює малюнок прапора Палестини у вертикальному положенні.
У лапах орел тримає картуш, на якому написано назву держави арабською мовою: جمهورية مصالسلطة الفلسطينية.

## Історія
|  | Герб Палестинської автономії 1988—2013 15 листопада 1988 року в Алжирі відбулося проголошення Держави Палестина. Фактично Держава Палестина не була створена й не володіла дійсним суверенітетом. Палестинська національна адміністрація була створена в 1994 році відповідно до базових угод між Ізраїлем і Організацією визволення Палестини. Герб Палестини був створений на основі державного герба Єгипту зі зміною його кольору на срібний і відповідною заміною прапора на грудному щитку та назви держави в картуші. |
|  | Герб Держави Палестина із 2013 5 січня 2013 року було видано указ голови ПНА Махмуда Аббаса, який наказував надалі замість назви «Палестинська національна адміністрація» користати в офіційних цілях виключно назву «Держава Палестина». Низка країн, як-от Ізраїль, Іспанія, Норвегія, США, Швеція та деякі інші, це рішення не визнали. Герб став тепер уже із золотим «орлом Саладіна» і написом «Палестина» в срібному картуші (замість «Палестинська автономія»).                                                      |